# George Scholes
George Francis J. Scholes, född 24 november 1928 i Toronto, död 18 november 2004 i Mississauga, var en kanadensisk ishockeyspelare.
Scholes blev olympisk bronsmedaljör i ishockey vid vinterspelen 1956 i Cortina d'Ampezzo.